# 桜島 (大阪市)
桜島（さくらじま）は、大阪府大阪市此花区の町名。現行行政地名は桜島一丁目から桜島三丁目。

## 概要

### 特徴
安治川の河口右岸に位置し、東で島屋、西で梅町、北で北港に接し、南は安治川を挟んで港区港晴・築港・海岸通に隣接する。2丁目の大半をユニバーサル・スタジオ・ジャパンが占め、桜島駅が位置する。1丁目にユニバーサル・シティ・ポート、3丁目に天保山渡船場がある。

## 歴史
天保年間と明治初期の2度、西成郡南新田の下流側に開拓が試みられたがいずれも流失。1893年（明治26年）に西成郡川北村の新大字として築地（つきじ）と名付けられた。町名は小さな築山があったことに由来する。
1897年（明治30年）の大阪市第一次市域拡張によって、大阪市西区川北大字築地となり、1900年（明治33年）に大阪市西区桜島町と改称された。地名の由来については、築山に桜が植えられていた説と、鹿児島県の桜島から採った説が、確証はないとされながらも語られてきた。此花区のウェブサイトでは、春日出新田・南新田に築かれた桜堤の「桜」と、当地の埋立て権者である島徳蔵の姓「島」を合成したものと説明している。
1905年（明治38年）には西成鉄道の天保山駅が開業したが、1910年（明治43年）に天保山駅を廃して桜島駅が開業した。
大阪北港には住友財閥の大規模工場が立ち、1920年（大正9年）に北港運河（住友入堀）が竣工。1925年（大正14年）に新設の此花区へ所属が変更になり、1926年（大正15年）に現在の1丁目・2丁目に当たる地域が桜島北之町・桜島南之町と改称。1931年（昭和6年）には北港運河が正蓮寺川まで延長開削されて安治川と連結。同年、現在の3丁目に当たる桜島町の下流側が埋立造成され、梅町の新町名が起立した。
工場の従業員を送迎するために桜島と天保山桟橋を結ぶ渡船が大阪市の手により運行されるようになった。
1937年（昭和12年）12月1日には、桜島を出航した「第三桜島丸」（11.5トン）が悪天候と定員超過が重なり沈没。死者・行方不明者57人を出す事故も起きた。
1975年（昭和50年）に桜島町・桜島北之町・桜島南之町などを統合して現行住居表示を実施。1丁目と2丁目のそれぞれ東部（北港運河西岸）はもと川岸町の一部、2丁目の北部はもと島屋町の一部に当たる。

## 世帯数と人口
2019年（平成31年）3月31日現在の世帯数と人口は以下の通りである。
| 丁目               | 世帯数  | 人口  |
| ------------------ | ------- | ----- |
| 桜島一丁目・三丁目 | 201世帯 | 328人 |
| 桜島二丁目         | 0世帯   | 0人   |
| 計                 | 201世帯 | 328人 |

### 人口の変遷
国勢調査による人口の推移。
| 1995年（平成7年）  | 621人 | [ 7 ]  |  |
| 2000年（平成12年） | 564人 | [ 8 ]  |  |
| 2005年（平成17年） | 393人 | [ 9 ]  |  |
| 2010年（平成22年） | 355人 | [ 10 ] |  |
| 2015年（平成27年） | 337人 | [ 11 ] |  |

### 世帯数の変遷
国勢調査による世帯数の推移。
| 1995年（平成7年）  | 284世帯 | [ 7 ]  |  |
| 2000年（平成12年） | 284世帯 | [ 8 ]  |  |
| 2005年（平成17年） | 220世帯 | [ 9 ]  |  |
| 2010年（平成22年） | 198世帯 | [ 10 ] |  |
| 2015年（平成27年） | 197世帯 | [ 11 ] |  |

## 事業所
2016年（平成28年）現在の経済センサス調査による事業所数と従業員数は以下の通りである。
| 丁目       | 事業所数 | 従業員数 |
| ---------- | -------- | -------- |
| 桜島一丁目 | 9事業所  | 393人    |
| 桜島二丁目 | 12事業所 | 4,899人  |
| 桜島三丁目 | 40事業所 | 780人    |
| 計         | 61事業所 | 6,072人  |

## 主な施設
- ユニバーサル・スタジオ・ジャパン（二丁目）
- ユニバーサル・シティ・ポート（一丁目）
- 西日本旅客鉄道桜島線 桜島駅
- 天保山渡船桜島乗り場（三丁目）
- 大阪市消防局此花消防署桜島出張所（三丁目）
- セントラル・コールド・ストレージ（三丁目）
- 桜島憩いの家（三丁目）
- 桜島公園（三丁目）

## その他

### 日本郵便
- 〒554-0031[3]（集配局：此花郵便局[13]）